# Diocese de Segóvia
A Diocese de Segóvia (em latim: Dioecesis Segobiensis) é uma diocese da Igreja Católica da Espanha, sediada nas cidades de Segóvia na província de  Segóvia, comunidade autónoma da Castela e Leão. Faz parte da Arquidiocese de Valladolid. Foi fundada em 527 pelo Papa Félix IV como Diocese de Segóvia, e restaurada em 1100 pelo Papa Pascoal II com o mesmo nome. Em 2022 contava com uma população católica de 149 300 fiéis, sendo 97,1% da população total, e tinha 144 paróquias.

## História
Em 527 o Papa Félix IV funda a Diocese de Segóvia. Em 950 a diocese é suprimida, sendo restaurada em 1100 pelo Papa Pascoal II com o mesmo nome.  Em 1120 a diocese tornou-se sufragânea de Santiago de Compostela. Em 1857 a Diocese de Segóvia teve sua província eclesiástica alterada, passando para Valladolid. Em 1954 a diocese perdeu território para a Arquidiocese de Valladolid. Em 1955 houve uma troca territorial entre a diocese de Sogóvia e a Diocese de Ávila. No mesmo ano a diocese ganhou parte do território das dioceses de Osma e Sigüenza, em contrapartida perdeu território para a Arquidiocese de Burgos.

## Prelados
A seguir uma lista de bispos da diocese desde 1119. Não se tem mito registro dos bispos anteriores a essa data.
|                   | Nome                                        | Período           | Notas                                       |
| Bispos de Segóvia | Bispos de Segóvia                           | Bispos de Segóvia | Bispos de Segóvia                           |
| ----------------- | ------------------------------------------- | ----------------- | ------------------------------------------- |
| 99º               | Jesús Vidal Chamorro                        | 2024 -            |                                             |
| 98º               | César Augusto Franco Martínez               | 2014 - 2024       | Bispo emérito                               |
| 97º               | Ángel Rubio Castro                          | 2007 - 2014       | Bispo emérito                               |
| 96º               | Luis Gutiérrez Martín, C.M.F.               | 1995 - 2007       |                                             |
| 95º               | Antonio Palenzuela Velázquez                | 1969 - 1995       |                                             |
| 94º               | Daniel Llorente y Federico                  | 1944 - 1969       |                                             |
| 93º               | Luciano Pérez Platero                       | 1929 - 1944       | Nomeado arcebispo de Burgos                 |
| 92º               | Manuel de Castro y Alonso                   | 1920 - 1928       | Nomeado arcebispo de Burgos                 |
| 91º               | Remigio Gandasegui e Gorrochategui          | 1914 - 1920       | Nomeado arcebispo de Valladolid             |
| 90º               | Julián Miranda y Ristuer                    | 1904 - 1913       | Faleceu no cargo                            |
| 89º               | José Cadena y Eleta                         | 1901 - 1904       | Nomeado bispo de Vitória                    |
| 88º               | José Ramón Quesada y Gascón                 | 1898 - 1900       | Faleceu no cargo                            |
| 87º               | José Proceso Pozuelo e Ferreiro             | 1890 - 1898       | Nomeado bispo de Córdova                    |
| 86º               | Antonio García y Fernández                  | 1878 - 1890       | Faleceu no cargo                            |
| 85º               | Rodrigo Moreno Echevarría y Briones, O.S.B. | 1857 - 1875       | Faleceu no cargo                            |
| 84º               | Francisco de La Puente, O.P.                | 1848 - 1854       | Faleceu no cargo                            |
| 83º               | Joaquín Briz, O.P.                          | 1832 - 1837       | Faleceu no cargo                            |
| 82º               | Juan Nepomuceno de Lera y Cano              | 1828 - 1831       | Faleceu no cargo                            |
| 81º               | Isidore Bonifacio Lopez Pulido, O.P.        | 1827 - 1827       | Faleceu no cargo                            |
| 80º               | Isidoro Perez Celis, O.S.Cam.               | 1814 - 1827       | Faleceu no cargo                            |
| 79º               | José Antonio Sáenz Santamaría               | 1797 - 1813       | Faleceu no cargo                            |
| 78º               | Felipe Scío de San Miguel, Sch.P.           | 1795 - 1796       | Faleceu no cargo                            |
| 77º               | Juan Francisco Jiménez del Río              | 1785 - 1795       | Nomeado arcebispo de Valência               |
| 76º               | Alonso Marcos de Llanes Argüelles           | 1774 - 1783       | Nomeado arcebispo de Sevilha                |
| 75º               | Juan José Martínez Escalzo                  | 1765 - 1773       | Faleceu no cargo                            |
| 74º               | Manuel Antonio de Murillo y Argáiz          | 1752 - 1765       | Renunciou                                   |
| 73º               | Diego García de Medrano                     | 1742 - 1752       | Faleceu no cargo                            |
| 72º               | Domingo Valentín Guerra Arteaga y Leiba     | 1728 - 1742       | Faleceu no cargo                            |
| 71º               | Baltasar de Mendoza y Sandoval              | 1699 - 1727       | Faleceu no cargo                            |
| 70º               | Bartolomé de Ocampo y Mata                  | 1694 - 1699       | Nomeado bispo de Plasencia                  |
| 69º               | Fernando Guzmán, O.F.M.                     | 1688 - 1694       | Faleceu no cargo                            |
| 68º               | Andrés de Angulo                            | 1685 - 1687       | Faleceu no cargo                            |
| 67º               | Francisco Antonio Caballero                 | 1683 - 1684       | Faleceu no cargo                            |
| 66º               | Matías de Moratinos y Santos                | 1672 - 1682       | Faleceu no cargo                            |
| 65º               | Jerónimo Mascareñas                         | 1668 - 1671       | Faleceu no cargo                            |
| 64º               | Diego Escolano y Ledesma                    | 1664 - 1668       | Nomeado arcebispo de Granada                |
| 63º               | Francisco de Zárate y Terán                 | 1661 - 1664       | Nomeado bispo de Cuenca                     |
| 62º               | Juan del Pozo Horta, O.P.                   | 1656 - 1660       | Faleceu no cargo                            |
| 61º               | Francisco Araújo, O.P.                      | 1648 - 1656       | Renunciou                                   |
| 60º               | Pedro Neila                                 | 1645 - 1647       | Faleceu no cargo                            |
| 59º               | Pedro Tapia, O.P.                           | 1641 - 1645       | Nomeado bispo de Sigüenza                   |
| 58º               | Mendo de Benavides                          | 1633 - 1640       | Nomeado bispo de Cartagena                  |
| 57º               | Melchor de Moscoso y Sandoval               | 1624 - 1632       | Faleceu no cargo                            |
| 56º               | Iñigo Brizuela Artiaga, O.P.                | 1622 - 1624       | Renunciou                                   |
| 55º               | Alfonso Márquez de Prado                    | 1618 - 1621       | Faleceu no cargo                            |
| 54º               | Juan Vigil de Quiñones y Labiada            | 1616 - 1617       | Faleceu no cargo                            |
| 53º               | Anthony Idiáquez Manrique                   | 1613 - 1615       |                                             |
| 52º               | Pedro Castro Nero                           | 1603 - 1611       | Nomeado arcebispo de Valência               |
| 51º               | Maximiliano de Austria                      | 1601 - 1603       | Nomeado arcebispo de Santiago de Compostela |
| 50º               | Andrés Pacheco                              | 1587 - 1601       | Nomeado bispo de Cuenca                     |
| 49º               | Francisco Ribera Obando, O.S.A.             | 1586 - 1587       | Faleceu no cargo                            |
| 48º               | Andrés Cabrera Bobadilla                    | 1582 - 1586       | Nomeado arcebispo de Saragoça               |
| 47º               | Luis Tello Maldonado                        | 1580 - 1581       | Faleceu no cargo                            |
| 46º               | Gregorio Antonio Gallo de Andrade           | 1577 - 1579       | Faleceu no cargo                            |
| 45º               | Diego de Covarrubias y Leiva                | 1564 - 1577       | Nomeado bispo de Cuenca                     |
| 44º               | Martin Perez de Ayala                       | 1560 - 1564       | Nomeado arcebispo de Valência               |
| 43º               | Francisco de Santa María Velasco, O.S.H.    | 1558 - 1560       | Faleceu no cargo                            |
| 42º               | Gaspar Zúñiga y Avellaneda                  | 1550 - 1558       | Nomeado arcebispo de Santiago de Compostela |
| 41º               | Antonio Ramírez de Haro                     | 1543 - 1549       | Faleceu no cargo                            |
| 40º               | Diego Ribera de Toledo                      | 1511 - 1543       | Faleceu no cargo                            |
| 39º               | Fadrique de Portugal Noreña, O.S.B.         | 1508 - 1511       | Renunciou                                   |
| 38º               | Juan Ruiz de Medina                         | 1502 - 1507       | Faleceu no cargo                            |
| 37º               | Juan Arias de Villar                        | 1498 - 1501       | Faleceu no cargo                            |
| 36º               | Juan Arias de Ávila                         | 1461 - 1497       | Faleceu no cargo                            |
| 35º               | Fernando Lopez de Lorden                    | 1457 - 1460       | Faleceu no cargo                            |
| 34º               | Luis de Acuña y Osorio                      | 1449 - 1456       | Nomeado bispo de Burgos                     |
| 33º               | Juan de Cervantes                           | 1441 - 1449       | Nomeado administrador apostólico de Sevilha |
| 32º               | Lope Barrientos, O.P.                       | 1438 - 1441       | Nomeado bispo de Ávila                      |
| 31º               | Juan Vázquez de Cepeda                      | 1398 - 1437       | Faleceu no cargo                            |
| 30º               | Alfonso Correa                              | 1394 - 1398       | Faleceu no cargo                            |
| 29º               | Alfonso de Frías                            | 1392 - 1394       | Faleceu no cargo                            |
| 28º               | Gonzalo González de Bustamante              | 1389 - 1392       | Faleceu no cargo                            |
| 27º               | Juan de Serrano                             | 1388 - 1389       | Nomeado bispo de Sigüenza                   |
| 26º               | Hugo de Lamanhania                          | 1374 - 1388       | Nomeado bispo de Cavaillon                  |
| 25º               | Gonçalo                                     | 1374 - 1374       | Faleceu no cargo                            |
| 24º               | Juan Sierra                                 | 1370 - 1374       | Faleceu no cargo                            |
| 23º               | Martín de Cande                             | 1364 - 1370       | Faleceu no cargo                            |
| 22º               | Juan Lucero                                 | 1361 - 1364       | Faleceu no cargo                            |
| 21º               | Gonçalo, O.F.M.                             | 1355              | Nomeado                                     |
| 20º               | Pedro Gómez Gudiel                          | 1352 - 1355       | Faleceu no cargo                            |
| 19º               | Blasco de Portugal                          | 1351 - 1352       | Faleceu no cargo                            |
| 18º               | Pedro de Cuéllar                            | 1324 - 1350       | Faleceu no cargo                            |
| 17º               | Amado                                       | 1320 - 1321       | Faleceu no cargo                            |
| 16º               | Benito Pérez                                | 1319 - 1319       | Faleceu no cargo                            |
| 15º               | Fernando Sarracín                           | 1301 - 1318       | Faleceu no cargo                            |
| 14º               | Blas                                        | 1289 - 1300       | Faleceu no cargo                            |
| 13º               | Rodrigo de Tello                            | 1279 - 1288       | Nomeado arcebispo de Tarragona              |
| 12º               | Fernando Velázquez                          | 1265 - 1277       | Faleceu no cargo                            |
| 11º               | Martin, O.F.M.                              | 1260 - 1265       | Faleceu no cargo                            |
| 10º               | Ramon Losaza, O.P.                          | 1249 - 1259       | Nomeado arcebispo de Sevilha                |
| 9º                | Rodrigo                                     | 1248 - 1249       | Faleceu no cargo                            |
| 8º                | Bernardo                                    | 1224 - 1248       | Faleceu no cargo                            |
| 7º                | Gerardo                                     | 1214 - 1224       | Faleceu no cargo                            |
| 6º                | Gonzalo Miguel                              | 1196 - 1211       | Faleceu no cargo                            |
| 5º                | Gutierre Girón                              | 1195 - 1195       | Faleceu no cargo                            |
| 4º                | Gonzalo                                     | 1177 - 1192       | Faleceu no cargo                            |
| 3º                | Gundisalvus                                 | 1171 - 1177       | Faleceu no cargo                            |
| 2º                | Juan de Castellmorum                        | 1149 - 1153       | Faleceu no cargo                            |
| 1º                | Pedro de Agen, O.S.B.                       | 1119 - 1149       | Faleceu no cargo                            |